# Ноха Абд-Рабу
Ноха Абд-Рабу (араб. نهى عبد ربه‎ род. 2 января 1987) — египетская тхэквондистка, участница летних Олимпийских игр 2008 года, чемпионка Африки 2003 года.

## Спортивная биография
На значимых международных соревнованиях Абд-Рабу дебютировала в 2003 году, одержав победу в юниорском зачёте на German Open. На взрослом уровне самым крупным успехом в карьере египетской тхэквондистки стала победа на чемпионате Африки в 2003 году. В 2004 году египетская тхэквондистка выступила на молодёжном чемпионате мира, но выбыла уже в первом раунде, уступив немке Монике Пикель 3:6.
В 2008 году Ноха приняла участие в летних Олимпийских играх в Пекине. В первом же раунде соревнований египтянка уступила Нине Солхейм 3:9, но поскольку норвежская спортсменка дошла до финала Нора получила возможность побороться за бронзовую медаль. В полуфинале утешительного турнира египтянка победила спортсменку из Малайзии Сюй Цюсюань 5:1 и вышла в финал за третье место. В поединке за бронзовую медаль Нора встречалась с британкой Сарой Стивенсон и уступила той 1:5.
В 2009 году Нора завоевала свою вторую медаль континентальных первенств, став третьей на чемпионате Африки. В том же году Абд-Рабу приняла участие в чемпионате мира в Копенгагене. В первом раунде Абд-Рабу смогла победить Надин Давани из Иордании 5:4, но  уже во втором раунде соревнований потерпела поражение от британки Бьянки Уолкден 1:2 и выбыла из борьбы за медали.